# Protea nubigena
Protea nubigena (лат.) — редкий кустарник, вид рода Протея (Protea) семейства Протейные (Proteaceae), эндемик провинции Квазулу-Натал в Южной Африке. Встречается на базальтовых лугах уХахламба-Драгенсберх в национальном парке Ройял-Натал, недалеко от Монт-о-Сурс в Драконовых горах, на высоте около 2250 м над уровнем моря на хорошо дренированных богатых гумусом почвах на затенённых склонах.

## Ботаническое описание
Protea nubigena — прямостоячий куст высотой до 70 см. Цветёт с марта по апрель. Это долгоживущий вид, способен выживать при лесных пожарах, вновь вырастая из подземных подвоев. Растение однодомное, в каждом цветке присутствуют представители обоих полов. Семена, рассеянные ветром, не хранятся на растении, а высвобождаются сразу после созревания. Опыляется птицами.

## Охранный статус
Вид классифицируется как находящийся на грани полного исчезновения поскольку популяция взрослых отдельных растений в ареале сокращается, в основном из-за плохого управления пожарами.